# أوفيد (كولورادو)
أوفيد (بالإنجليزية: Ovid, Colorado)‏ هي بلدة تقع في مقاطعة سيدغويك، كولورادو بولاية كولورادو في الولايات المتحدة. تبلغ مساحتها 0.4 (كم²)، وترتفع عن سطح البحر 1077 م، بلغ عدد سكانها 330 نسمة في عام 2000 حسب إحصاء مكتب تعداد الولايات المتحدة وتصل الكثافة السكانية فيها 825 نسمة/كم2.

## وصلات خارجية
- Town of Ovid
- The US50 - Cities and Towns in Colorado State
- Colorado Cities and Towns, Facts, Map, Flag, Colleges, Government, and More